# 2004 au Nouveau-Brunswick
Chronologie du Nouveau-Brunswick
- 2000
- 2001
- 2002
- 2003
- 2004
- 2005
- 2006
- 2007
- 2008

Cette page concerne des événements d'actualité qui se sont produits durant l'année 2004 dans la province canadienne du Nouveau-Brunswick.

## Événements
- L'ancien premier ministre provinciale Camille Thériault devient le cinquième président du Mouvement des caisses populaires acadiennes.
- 16 février : la députée fédérale conservatrice de Saint John, Elsie Wayne, annonce son retrait de la vie politique.
- 10 mai : Yvon Lapierre est réélu respectivement maire de Dieppe et Brad Woodside, Éric Haché, John McKay, Lorne Mitton et Norm McFarlane sont élus maires de Fredericton Maisonnette, Miramichi, Moncton et Saint-Jean lors des élections municipales.
- 28 juin : le Parti libéral du Canada de Paul Martin remporte l'élection générale mais formera un gouvernement minoritaire. Au Nouveau-Brunswick, le Parti libéral l'emporte avec 7 circonscriptions et 44 % du vote contre 2 circonscriptions et 31 % du vote pour le Parti conservateur et 1 circonscription et 20 % du vote pour le Nouveau Parti démocratique.
- 4 octobre : le libéral Victor Boudreau remporte l'élection partielle de Shediac—Cap-Pelé à la suite de la démission de Bernard Richard.
- 8 octobre : Elizabeth Weir annonce son départ de la vie politique, en acceptant de conserver la direction du Nouveau Parti démocratique du Nouveau-Brunswick jusqu'à nomination d'un successeur.

## Décès
- 18 mars : Harrison McCain, homme d'affaires.
- 27 août : Adélard Savoie, maire et député.